# 米格走廊

「米格走廊」區域

“米格走廊”区域

米格走廊（英文：MiG Alley）是朝鲜战争时期一历史名词，是美国空军对朝鲜民主主义人民共和国西北部鸭绿江入黄海口的附近一带地区称谓，而非一次作战行动的名称。在朝鲜战争中，因在此地苏联的米格-15与联合国军各式战机、轰炸机和对地攻击机发生遭遇战，因而得名。这是历史上第一次出现大规模喷气式飞机对战的地方，所以米格走廊也被视为喷气式飞机战争的发源地。
MiG Alley 翻譯成為「米格走廊」較為直率，在英文語境中， Alley 往往指的是狹窄、僅足以徒手搏鬥的惡夜暗巷，是街頭混混常發生近身械鬥的區域。以 Alley 形容此空域，則是暗示聯合國軍機進入此區域時，必須打起十二萬分精神，準備進行空中纏鬥。

## 地理位址
米格走廊的位於鴨綠江以南，東邊至熙川市，西邊到黃海，南邊到新義州的這個區域。這塊區域非常接近位於中國的安東機場，也是米格機的主要操作基地。美軍飛行員在天氣良好的時候，於該空域飛行時能夠目視到安東機場上的飛機起降作業。

## 历史

### 米格登场

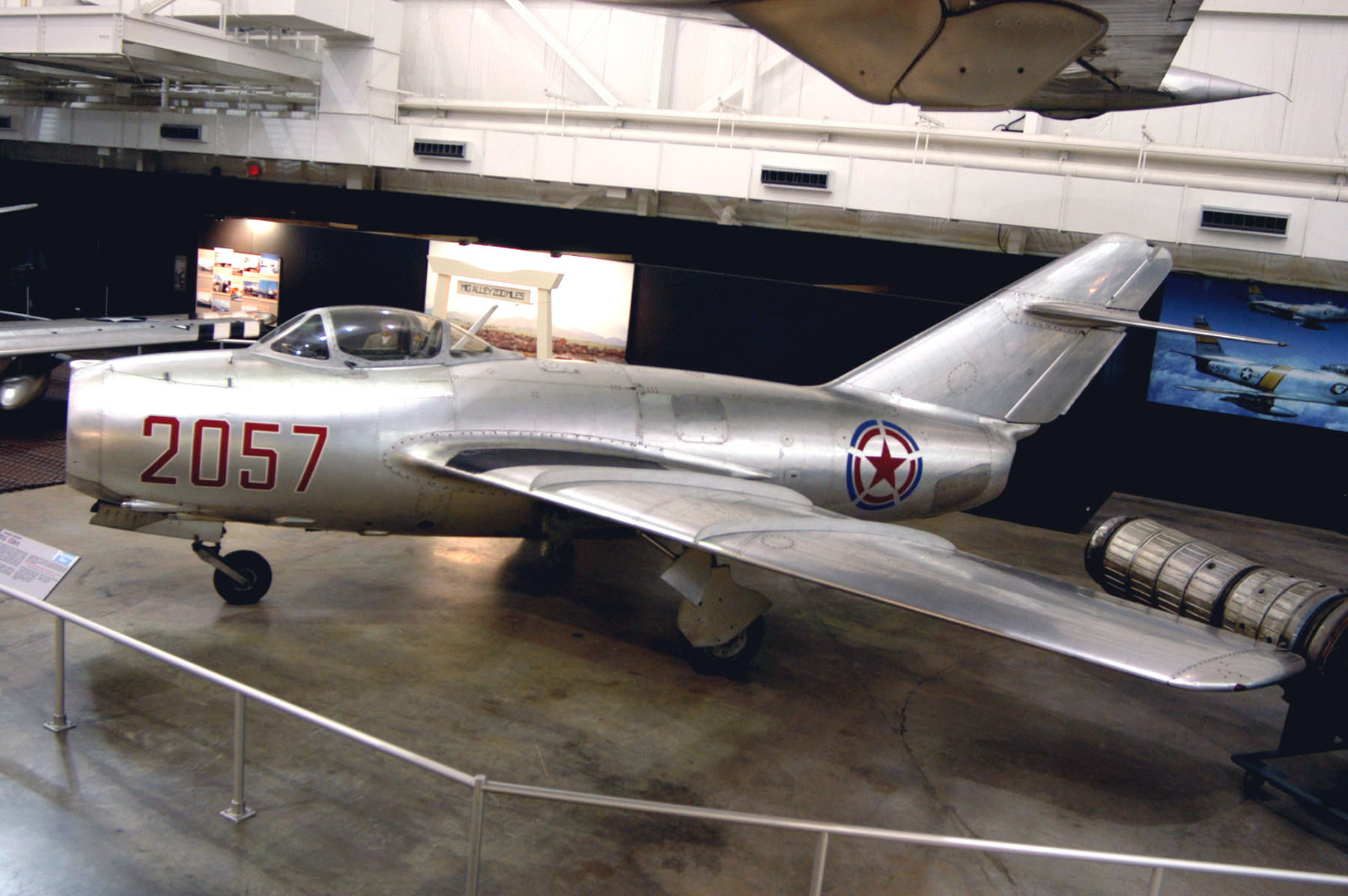
朝鮮人民軍空軍的米格-15戰鬥機

1950年6月25日戰爭爆發时，朝鮮人民軍空軍规模太小，飞机还是过时的二战时期的苏联製螺旋桨飞机，飞行员训练不足，缺乏经验。这批空军部队在美军的空中打击之下一败涂地。美國空军的F-80流星战斗机和P-51战斗机，连同B-29轰炸机及海军、海军陆战队的飞机编组进攻，在半島上空横行无忌，对朝鲜的后方，以及志愿军补给线构成很大威胁。这样的局面使得朝鲜和苏联以及中国就是否增加新的军事配备展开争论。到了10月份，苏联终于同意提供当时新开发的米格-15戰鬥機，连同有经验的驾驶员参与战斗，并同意由这些飞行员培训北韩和中国的飞行员驾驶米格。但因语言问题，苏联飞行员只能简单地教中朝飞行员基本操作，同时喷气式教练机数量又有限，在完成螺旋桨式的双座初级教练机训练后，很快就需其直接驾驶正规的单座米格15战斗机实机训练。中方随即另组织了具备相当实力的技术和翻译人员队伍，协助飞行员对米格15的掌握，即便如此，待大批的飞行学员完训达到作战水平并投入战斗，已是1年以后；而朝鲜飞行员缺乏这样的条件，驾驶技术提高缓慢，却又被朝方催促参战，颇有怨言。

### 苏军的保密作战及米格走廊的形成
苏联的飞行员在苏方的基地完成基本培训后就被调派过来。苏联的飞机标记为北韩和中国军队的飞机，飞行员都以中国军队制服或平民服装打扮，无线电通讯中他们则用带有西里尔字母发音的中文卡片，各种手段都是为了掩盖苏联参战的事实。不过很快苏联飞行员就忍不住用俄语交流了。
苏军的米格部队驻扎在中国东北，根据当时美国政府规定，虽然美军严格禁止飞越鸭绿江进入中国领空，但还是有美军轰炸机飞越领空轰炸中国东北。于是苏联在当地建立雷达装置，地面控制中心，探照灯以及安排大量高射炮。美國空军士兵对政府的禁令固然咬牙切齿，但很多年后他们才知道他们的对手同样需要严守纪律。为了所谓的“苏联未参战”，高层禁止他们飞过共产主义联盟控制范围外或者进入联合国军控制区的30至50英里范围。曾有飞行员在被击落在联合国军地区，为免被俘虏拿出手枪自杀。

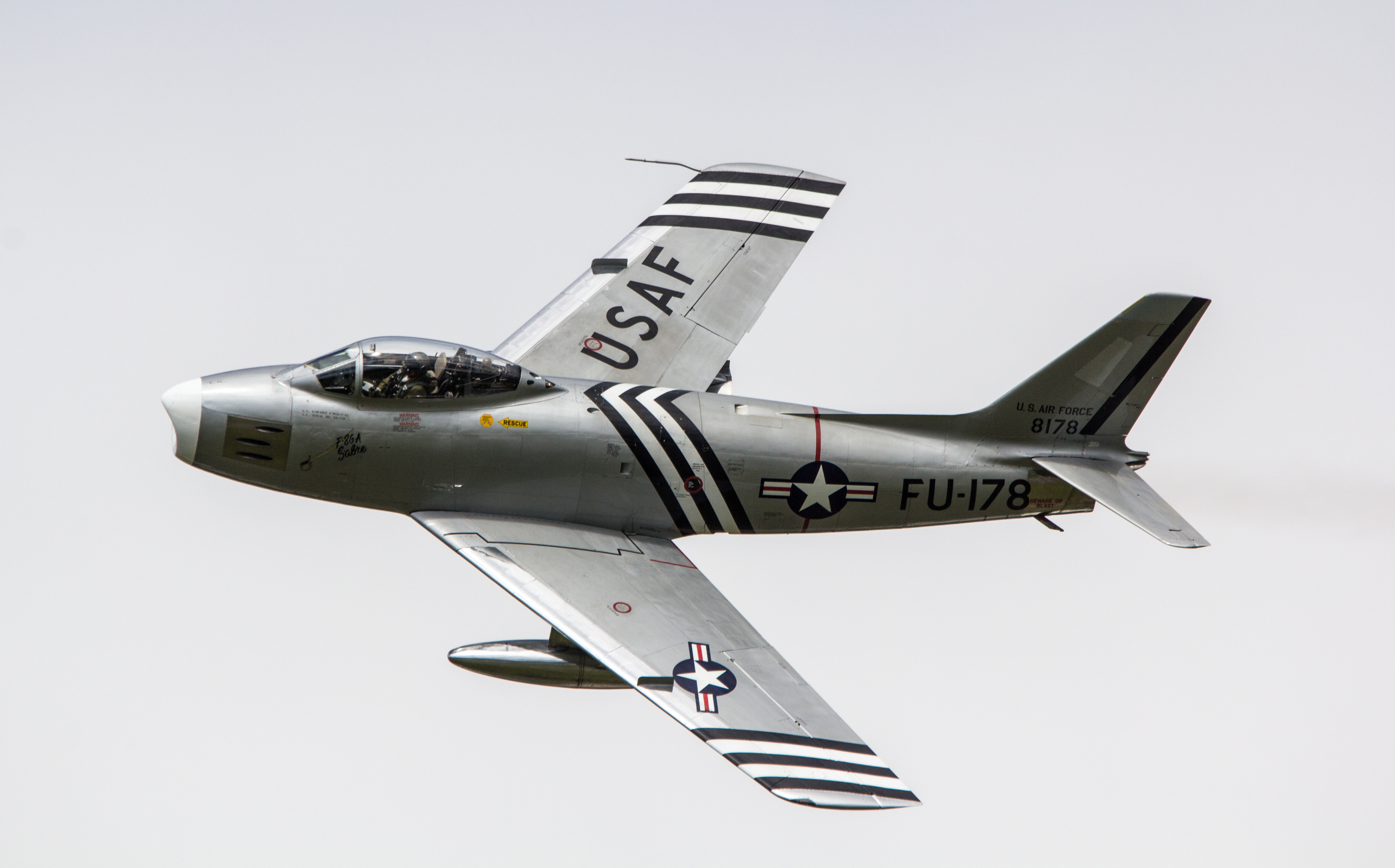
F-86军刀战斗机

1950年11月苏联方面的米格战斗机首次参战，对美军的F-80流星战斗机和P-51战斗机占有优势。1950年12月，美國空軍第四戰鬥機聯隊的F-86从日本调来。双方战机的胶着局面使得所谓的“米格走廊”开始形成。

### 区域内的交手
朝鲜战争中，联合国军喷气式战机机种较为繁杂，美军有F-80“美国流星/Shooting Star”、F-84“雷电”、F-86“军刀”，英军则有“英国流星/Meteor”式战斗机。红色阵营则很快将螺旋桨式的雅克-9和拉-11退居二线，喷气战机为清一色的MiG-15。
中苏空军的主要任务是阻止联合国军对朝鲜后方和志愿军补给线的轰炸，一般情况下不大理会小编队美军战机的挑战；仅有时在新飞行学员完训后，在老飞行员带领下，以接受美军F-86单机或双机小编队挑战作为战场首战成为最后的考核。中苏空军以团级（30架以上）兵力出动作战的次数有818次，以迫使联合国军轰炸机放弃轰炸任务，提前抛弹返航。而联合国军出动轰炸机时，必伴有大编队优势数量的战机护航；中苏空军在攻击轰炸机群时，必须分出至少一半的战机与联合国军战机纠缠，缠斗的米格战机对联合国军战机通常为1：2。
战斗主要发生于MiG-15拦截B 29；F-86捕捉MiG-15；和MiG-15攻击美方放弃轰炸机集群轰炸后对地攻击配置的F-84。中苏并不想用有限的战机资源与联合国军战机拼消耗，主要任务为阻止轰炸和对地攻击；而美军平时多以4机左右的小编组出动，捕捉在空中值班巡逻，散落分布的MiG-15双机编队。

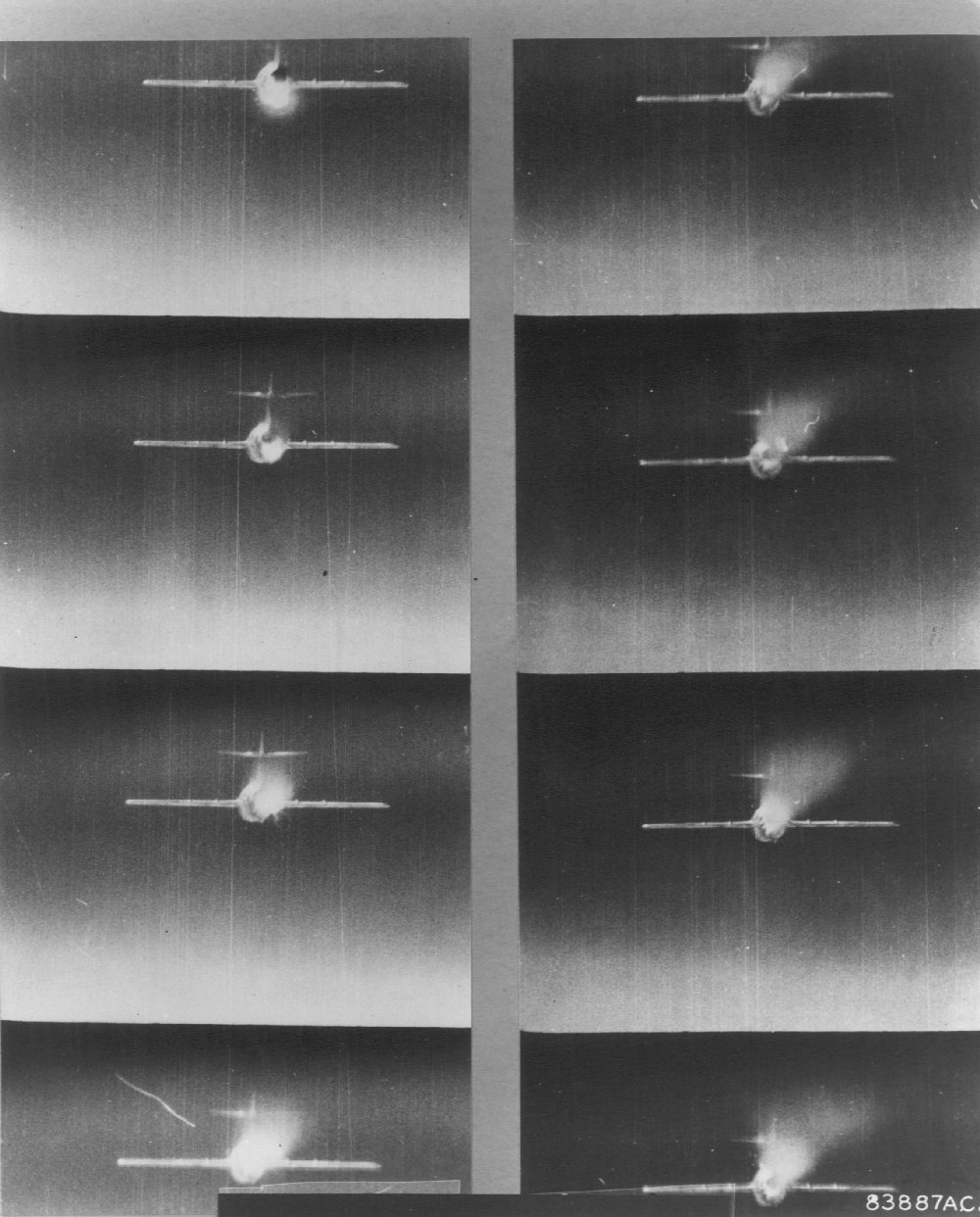
朝鲜上空的米格-15，由美軍戰機的機槍攝影機拍得，1953年4月

#### MiG-15 vs B-29
在这期间，1951年4月12日的“黑色星期四”，和1951年10月23日的“黑色星期二”战斗是较为著名的战例。
1951年4月12日，3-4个中队36至48架B-29在近100架F-80与F-84掩护下，试图轰炸位于安东的两座鸭绿江大桥中的友谊桥，两桥此前均被炸断，其中友谊桥又被屡次修复。中苏出动约80架MiG-15拦截，其中30架MiG-15突破护航战机防线攻击B-29机群。3架B-29被当场击落，7架严重受损，轰炸任务中断。经此“黑色星期四”，美国空军暂停了近3个月的大型轰炸机轰炸。
1951年10月23日，联合国军派出2个中队（其中第307中队欠1个小队，多1架领航机）21架B-29在近200架喷气战机的掩护下，试图轰炸朝鲜北部位于Nasmi新建的野战机场。中苏共出动150架MiG-15拦截，44架苏联米格机延伸飞至米格走廊边缘，赶在第307轰炸中队与其它飞机集结前，对307中队的8架B-29轰炸机和1架领航B-29轰炸机围攻；护航的40多架F-84迟到4分钟，前导的31架F-86又被大量（60-100架）米格机牵制。结果307中队的9架B-29中、损失6架（四架被击落，两架飞回机场着陆但受伤过重而报废）、重伤一架，另F-84被击落一架。美军虽然也击落了两至三架米格机，但得不偿失。此后第4战斗机联队的所有F-86被集中到南韩的基地，不再轮调回日本。原来装备F-80C的第51联队换装F-86E。其中两个中队（第16、25中队）在1951年12月上旬开始执行任务；第三个中队（第39中队）原来属于装备F-51的第18战斗轰炸机联队，则在1952年中才完成换装。
10月22日至27日的大规模空战中，5架B-29被当场击落，6架严重受损，返航中坠毁或降落后报废，另有10余架受弹，影响到其后数十年的美空军战略布局，10月28日，美空军司令部越过各级指挥系统直接向前线的B-29飞行员下令，停止大型轰炸机集群日间战略性轰炸，部分机组是在朝鲜时间凌晨于跑道上等待起飞时接到空军司令部的直接命令。后将轰炸机使用改为夜间小批量战术支援；其后将战略攻击力量的重心由轰炸机集群轰炸转向核武器威慑，并开始重视载弹量较少但更灵活的对地攻击机和多用途战机的作用。在朝鲜，美军以轰炸切断中国人民志愿军运输线的战略企图，最终未能实现。

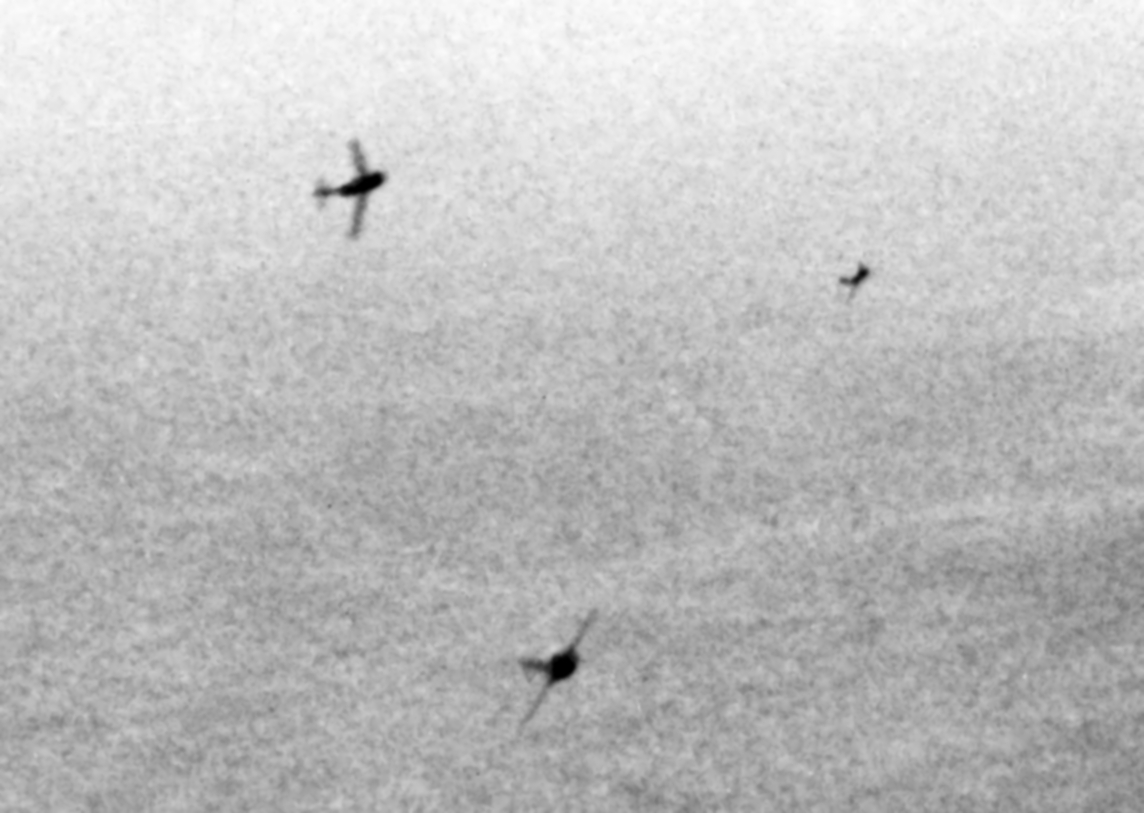
米格-15回旋进攻B-29，1951年

#### MiG-15 vs F-86
F-86是联合国军方面唯一与MiG-15势均力敌，且有值得一提的相互击落战果的喷气式战机。
F-86的优点在于水平面回转运动性能较佳、飞行稳定性高利于射击、机枪射速较快、飞行员有抗G力装比较不易疲惫，F-86后期型还配有动力操纵杆和踏板、雷达测距瞄准仪；缺点是飞行高度及爬升速度不如MiG-15，机枪子弹威力不足。米格机的优点是最大飞行高度较高、爬升速度较快、机炮威力较大；缺点是高速飞行时不稳定容易形成尾旋下坠、俯冲时不能超过0.94马赫、机炮射速较慢、缺少抗G力飞行装导致飞行员疲惫。 
最初交手的时候，苏联方面还没有发现F-86的弱点，战斗中相当吃亏。1951年7月11日，苏联飞行员佩佩利亚耶夫驾驶MiG-15在近距离击落一架F-86，飞行员被中国志愿军俘虏。美国飞行员透露了F-86的弱点，尤为重要的是F-86在1万米以上高空发动机推力和操纵性能会降低。于是苏联方面开始改变战术（沒有证据说此种战法是中国空军所创），米格机以最大升限编队飞行，让F-86看得见但打不着，然后找机会向下俯冲攻击，再快速爬升回原高度。不过在高空飛行的MiG-15通常会拖有远处可见的凝结尾云，導致行踪容易被美軍飛行員及早发现。F-86應對此情況先要保持高速飛行，当MiG-15俯冲發動攻擊時以側轉及翻滾避开，如果米格机也跟着做水平面运动，就利用較佳的水平迴轉性能反咬米格機；軍刀機也可在飛行高度足夠時，利用較高的俯冲速度急降擺脫米格機的攻擊，當到下降到中低空，F-86就可發揮水平運動較米格機敏捷的優勢。
F-86A和F-86E的作战半径在530公里左右，而米格走廊與美军主要基地汉城（今首尔）南的金浦基地和水原基地有一定的距離，F-86的续航力不足使美軍在米格走廊的停留時間大受限制。雖然F-86可外掛油箱延伸航程，但它的抛弃式油箱成本太高且一直在美国本土制造（尽管地勤人员已经发现在日本制造同样产品的成本只要100美元），导致大多数飞机没有裝備抛弃式油箱，大大缩小了F-86的作战范围。F-86在實用升限及爬升速度不及MiG-15，航程在美國空軍主要採取攻勢作戰下又顯得不足，但就人体工学设计、瞄具、抗G力装備等多方面，F-86要比MiG-15好很多。因为F-86安装了有计算并显示弹道功能的火控雷达，相比MiG-15需凭驾驶员经验射击，F-86即使由新手操作都有頗佳的命中率。苏联飞行员檢視過被击落後較完整的F-86，都觉得设计得很好。F-86的优良人機界面設計大大减轻飛行員的負擔，F-86的舵面配備液压輔助驱动，比MiG-15完全依靠人力操舵要省力得多。不過，F-86的先进装备导致其单位成本居高不下，价格約为F-80的1倍，且生产周期长。虽然美军知道己方各型喷气式战机中只有F-86能与MiG-15一较高下，但直到停战，F-86的參戰数量（650架）也仅为MiG-15的一半，少于美军大量装备的F-80（近900架）。
决定性因素更在于美军的飞行员大多在二战中具有丰富的飞行经验，而且飞行员编组设计更利于经验继承。苏联空军在1952年1月执行轮调，调走两个精锐的歼击机师并将另两个师调派替换。之后到战争结束，该区域驻防2到3个歼击机师。后来调来的部队不论在训练上、技术上都远远不如原来的经验丰富的机师，一定程度上降低了联合国军的压力。
由于高层的禁令，1951年间许多被F-86击伤的米格机向北逃逸，只要米格机越过鸭绿江美军飞机就只能放弃追击。1952年初开始美国派出新型的F-86E和F-86F，更换原来的F-86A。同时美军的禁令有所放宽，在咬上敌机（hot pursuit）的情况下也可进入禁区。但中国境内机场依然不能攻击。后来，“hot pursuit”形式的米格狩猎变得非常活跃。美军以“沉默代号”的形式处理这些问题。
中国志愿军方面，1951年9月后中国的米格机也开始加入战斗。比较著名的战例是1952年2月10日，空四师两个团的米格机编队，迎战美空军第四战斗截击机联队。大队长张积慧一举击落两架飞机，据称被击落的美1号机飞行员正是美國空军王牌小乔治.安德鲁.戴维斯少校（有争议是苏联人击落）。以及飞行员韩德彩宣称击落双料王牌费席尔。许多飞行员有击落5架以上的战绩。
Top gun。美方最初称在朝鲜空战中击落484架MiG-15，被击落48架F-86，后改为被击落73架F-86；空战交换比，在60年代媒体中一度宣称为17:1，后在数十年中定为484:48即10:1，后改为484:73即7:1，近代亦有称3:1。因联合国军机群通常处于数量优势，且MiG-15以拦截轰炸机为首要目标，主要战术以较少的MiG-15冲入联合国军机群，扰乱其队形，迫使其放弃轰炸任务。极少出现规模接近的MiG-15与F-86机群纯粹消耗性空战。战后美方成立Top gun精英飞行员训练部队，专门加强缠斗训练。

#### MiG-15 vs F-80 F-84
朝鲜战争中联合国军另一主力战机F-80美国流星式虽然数量占优（参战近900架），却未能对MiG-15的空战和攻击轰炸机任务构成威胁。总共损失277架，占参战总数的约1/3，其中確定空戰損失14架，确定空战战果17架。
F-84雷电式在1951年10月28日B-29集群战略轰炸退出后，被作为战斗轰炸机承担起了大部分战术攻击任务。美方后宣称，F-84执行了整个朝鲜战争中60%的对地战术攻击任务。总共损失335架，其中確定作为战机的空戰損失18架，确定空战战果8架。
F-84是双方喷气战机中，唯一使用轴流式喷气引擎的机种，有较高承载力。但F 84承载力仍仅及B-29零头，因此投掷“凝固汽油弹”成为当时美军对地攻击机的另一主要手段，并在后来的越南战争中广泛应用。 1953 年 5 月 13 日至 6 月 19 日，联合国军轰炸了朝鲜灌溉系统，持续时间一个月，对慈山、石岩等5座水坝造成了严重破坏，企图通过破坏水利设施来淹没农田，冲毁交通线，给中朝军队后勤供应造成困难。5 月 13 日，美国空军的 F-84 战斗轰炸机对石岩水坝进行了攻击。次日上午，后续梯队抵达时，水坝已经塌陷。15 日至 16 日，24 架 F-84 飞机轰炸了慈山、林原水坝。29 日再次轰炸了林原水坝。6 月 13 日，54 架战斗轰炸机轰炸了龟城水坝，40 分钟后，40 架 F-84 飞机对泰山水坝进行了轰炸。在此之前，美空军曾使用 7 架 B-29 轰炸机对该水坝及其周围地区进行了密集轰炸。6 月 14 日、18 日对泰山水坝进行了再次攻击，6 月 19 日，侦察结果判明，该目标已遭到严重破坏。轰炸中以F 84为主共出动飞机 341 架，一次出动最多达 54 架，并采用了各种不同的轰炸方法。轰炸泰山水坝时，采用了集中突击的方法和“钳形”战术，后来又采用了连续突击的方法，使该水坝受到了严重破坏。
因F-84对地攻击时多采用多方向低空进攻，使MiG-15难以捕捉，所以红色阵营主要以部署在重点地区周围的防空火炮应对，MiG-15亦会避免进入这些区域以免误伤。

## 最终结果
米格走廊的存在，直接导致B-29轰炸机及二战以来的大型轰炸机集群战略轰炸走下历史舞台。双方在战略上转为倾向于核威慑，战术上催生了喷气式对地攻击机和多用途战机的发展。
美军在米格走廊产生出不少空中王牌。美军首席王牌是约瑟夫·麦康奈尔上尉，成绩是16架米格，包括一天内击落3架。好莱坞曾拍了一部电影The McConnell Story，主演 Alan Ladd和June Allyson。另一王牌弗雷德里克·“布兹”·布莱塞少校，击落9架米格。后来他撰写了No Guts, No Glory，这本手册至今仍是飞行员的教材之一。他在1952年推动战术改革，采取两支联队逐步采行等战术，秋季后更进一步把这套战术带回美国本土的战斗机学校训练学员。小乔治·安德鲁·戴维斯少校带领他的2架F-86小队对阵12架米格阵亡，成为第一个获得荣誉勋章的美国空军战士。
苏联的尼古拉·苏佳金（自称21架F-86）和叶夫根尼·佩佩利亚耶夫（自称19架F-86）成绩要比聯軍的王牌成績要高出許多，但他们的成绩依然存有爭議。
中国王牌战绩，战斗英雄、特等功臣（个人空战战绩前10名）
- 空3师赵宝桐：击落7架
- 空3师刘玉堤：击落6架
- 空3师孙生禄：击落6架
- 空15师蒋道平：击落5架，击伤2架（F-86）
- 空3师范万章：击落5架
- 空12师鲁珉：击落5架
- 空15师韩德彩：击落5架
- 空3师王海：击落4架
- 空4师邹炎：击落4架
- 空15师吴胜凯：击落4架

米格走廊上战机缠斗战损失的战机数至今仍不确切。即使是系出同国（如美國）的資料，不同年代的公布资料依然有出入。这与当时的战斗环境容易导致一机算多机，以机枪摄像器未击落判断，“被击落”计算方式，以及政治因素等有很大关系。

## 宣传影响
时任美国空军参谋长霍伊特·范登堡上將宣称：“几乎在一夜之间，共产党中国就变成了世界上主要空军强国之一”

美方亦宣称在朝鲜空战中F 86对MiG 15具备1:14，1:10，1:7等交换比，并在《捍衛戰士》中提及。

## 電腦遊戲
有多款与此历史地点相关的电脑游戏发售，如：
- MiG Alley Ace，MicroProse1985年发行。
- Sabre Ace, Conflict Over Korea: 25 June 1950-27 July 1953Eagle Interactive/Virgin Interactive1997年发行。
- MiG Alley Empire Interactive/Rowan Software1999年发行。這一套遊戲同時介紹當時的一些歷史背景和事件。稍後這一套遊戲的原始碼透過Empire Interactive公司的授權而釋出，用意是希望開放來源社群能夠藉此來開發其他遊戲。
- Sabre vs MiG，微软战机模拟飞行2的扩展包。
- Korean Combat Pilot，微软战机模拟飞行1和2的扩展包。
- Red Star，微软战机模拟飞行2扩展包。

## 延伸阅读
- Davis, Larry. MiG Alley Air to Air Combat over Korea. Warren, Michigan: Squadron/Signal Publications Inc., 1978. ISBN 0-89747-081-8.
- Werrell, Kenneth. Sabres Over MiG Alley: The F-86 and the Battle for Air Superiority in Korea. Annapolis: U.S. Naval Institute Press, 2005. ISBN 1-59114-933-9.
- Zaloga, Steven J. "The Russians in MiG Alley: The nationality of the "honcho" pilots is no longer a mystery. The Soviets now admit their part in the Korean War" Air Force Magazine, volume 74, issue 2, February 1991.
- Warren E Thompson，MiG Alley: Sabres Vs. MiGs Over Korea，Specialty Press，2002， ISBN 1580070582
- Cecil G. Foster and David Kirk Vaughan ，Mig Alley to Mu Ghia Pass: Memoirs of a Korean War Ace，McFarland & Company，2001，ISBN 0786409959
- Kenneth P. Werrell，MiG Alley: Sabres vs. MiGs over Korea，Air & Space Power Journal Volume 17 issue 3

## 外部連結
- NOVA - Missing in MiG Alley （页面存档备份，存于）
- The B-29 in MiG Alley
- Yevgeni Pepelyayev: A Red Predator over "MiG Alley"
- “米格走廊”：世界空战史上的奇观 （页面存档备份，存于）
- MiG Alley (PC) on CNET review （页面存档备份，存于）